# 張健君
张健君（1955年—），是一位中国当代艺术家和策展人，现居上海市和纽约，他也是上海纽约大学一位副教授。

## 生平
張健君1978年毕业于上海戏剧学院美術系油畫專業。毕业后在上海美术馆工作。 1997年後成為紐約大學藝術院教授。